# 克萊頓 (維多利亞州)
克萊頓（英語：Clayton）是澳大利亞維多利亞省墨爾本的一個市郊地區。